# Leslie Rich
Leslie George Rich (* 29. Dezember 1886 in Somerville; † Oktober 1969 in Dade City) war ein US-amerikanischer Schwimmer.

## Karriere
Rich nahm 1908 an den Olympischen Spielen in London teil. In der Individualdisziplin über 100 m Freistil erreichte er den vierten Rang. Auch für den Wettkampf über 400 m Freistil war der Schwimmer gemeldet, trat aber nicht an. Im Mannschaftswettbewerb über 4 × 200 m Freistil gewann er mit der US-amerikanischen Staffel Bronze. Vier Jahre später sollte er ein weiteres Mal an Olympischen Spielen teilnehmen. In den Wettbewerben über 100 m und 400 m Freistil trat er allerdings trotz vorheriger Meldung nicht an.